# هارکر ران (ویرجینیای غربی)
هارکر ران (غرب ویرجینیا) (به انگلیسی: Harker Run (West Virginia)) رودخانه‌ای است که در ایالات متحده آمریکا جریان دارد.